# Gabriel Marie
Gabriel Marie (París, 8 de gener de 1852 - Puigcerdà, 29 d'agost de 1928) fou un compositor i director d'orquestra francès.
Estudià en el conservatori de la seva ciutat natal, del que en fou professor interí. Quan sortí d'aquell establiment fou pianista, i al fundar-se més els Concerts Lamoreux, s'encarregà de la direcció de cors, funcions que desenvolupà durant set anys, i el 1887 dirigí els concerts de l'Exposició del Havre.
Per espai de set anys restà al front de l'orquestra de la Société nationale i el 1891 fou encarregat per Guilamrt de la direcció dels concerts d'orgue del Trocadéro. Posteriorment va dirigir altres importants concerts, entre ells els de Santa Cecília, a Bordeus (1894), i assumí així mateix el 1912 la direcció de l'Association artistique, de Marsella.
És autor de diverses composicions per a orquestra i per a instruments de corda, entre elles la titulada La cinquantaine.